# Організація українських націоналістів за кордоном
Організа́ція украї́нських націоналі́стів за кордо́ном (ОУНз) — одна з гілок ОУН, що виникла внаслідок розколу створених у лютому 1946 року Закордонних Частин ОУН (ЗЧ ОУН), очолюваних Степаном Бандерою.
Розкол відбувся на зібранні ЗЧ ОУН 1 лютого 1954 року на тлі конфлікту, спричиненого повідомленням про стан Проводу ОУН в Україні. Повідомлення підтвердило постанови III Великого Надзвичайного Збору ОУН, що уповноважив Степана Бандеру, Зенона Матлу й Лева Ребета сформувати нове керівництво ЗЧ ОУН. Бандера та його послідовники сприйняли повідомлення з України за автентичне і почали переговори про реорганізацію, які, однак, не мали позитивних наслідків і меншість на чолі з Зеноном Матлою та Левом Ребетом утворили нову організацію спочатку з тією ж назвою — ЗЧ ОУН, а з кінця 1956 року — «Організація Українських Націоналістів за кордоном».
Перший голова — Лев Ребет. Згодом головою став Роман Ільницький, а потім Богдан Кордюк.
Програма ОУНз тісно пов'язана з постановами III Великого надзвичайного збору ОУН 1943 року. ОУНз увійшла до Української національної ради (з 1967). Друкований орган — часопис «Український самостійник».
Члени організації відомі як «двійкарі».